# 茶釜

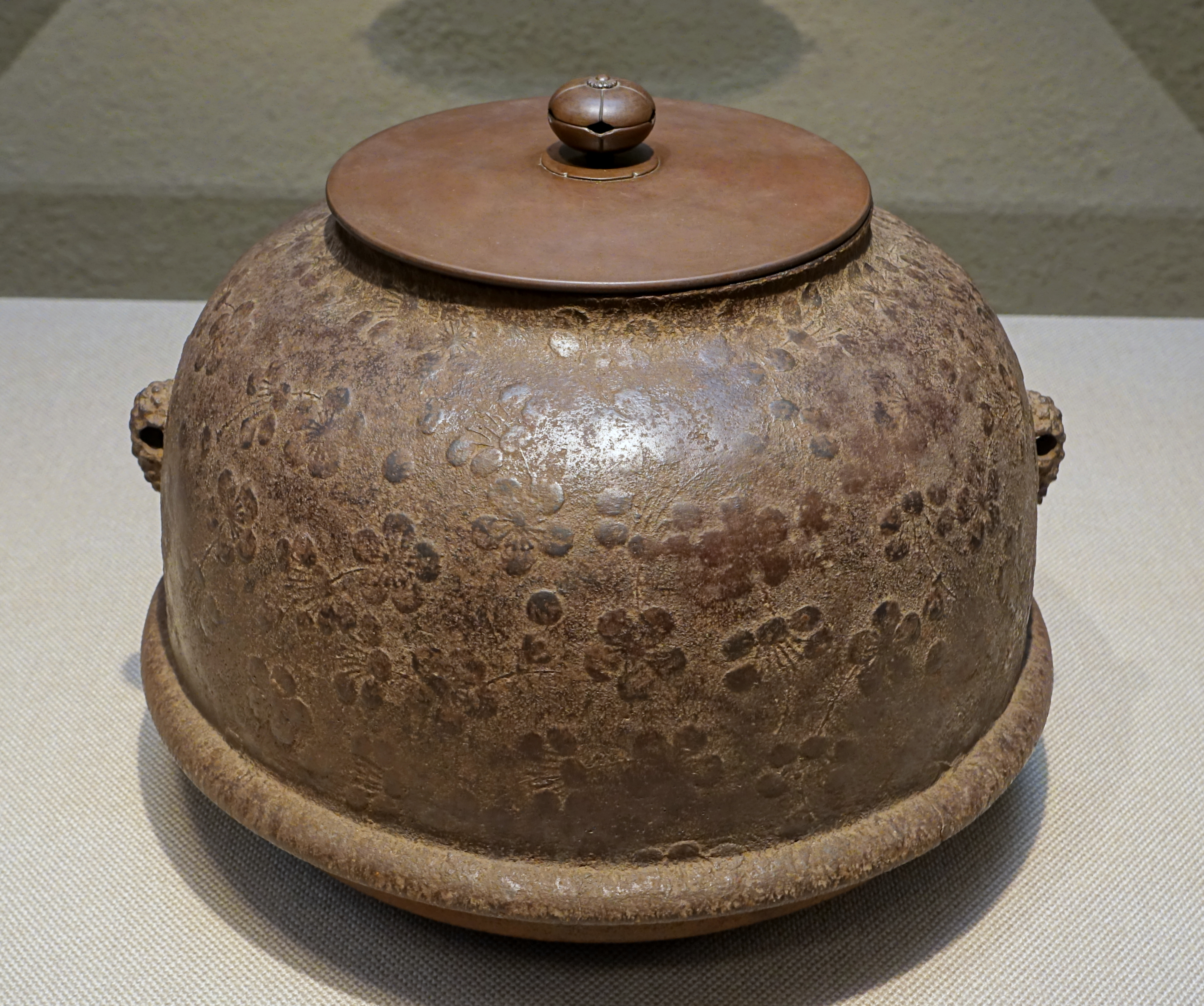
芦屋山吹文真形釜（しんなりがま） 重要美術品 石洞美術館蔵　室町時代（15世紀）

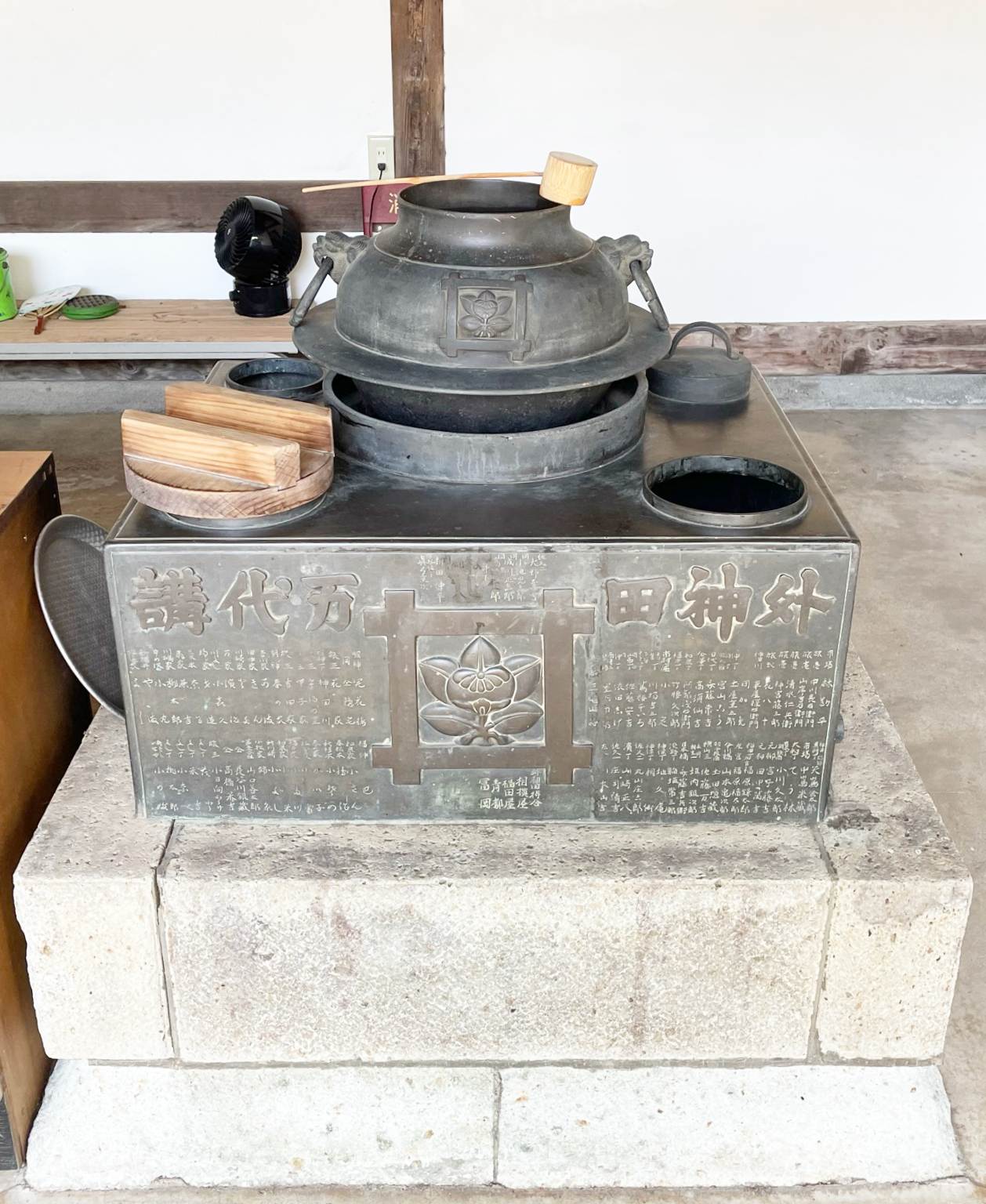
僧侶が参詣者に抹茶をふるまうため、茶釜を炉の上にすえ湯を沸かしている状態。堀内妙法寺の額堂にて

茶釜（ちゃがま）は、茶の湯に使用する茶道具の一種で、茶に使用する湯を沸かすための釜のことである。風炉に用いる茶釜はとくに風炉釜（ふろがま）と呼ぶ。

## 概要
分福茶釜で知られるように茶釜は小さなものは直径30cm程度からあり、主に鉄で作られている。祖形の鍑が中国から伝わり日本で古くに改良され現在の形になった。明菴栄西が廃れていた喫茶の習慣を日本に再び伝えた当時の茶は、磚茶と称される茶の葉を餅状にしたものを削ってこの鍑で煮て供した。
この茶の湯釜の発生を大別すると、芦屋釜と天明（九州と東国）の2つの流れに分けられる。日本国外でも茶の湯は行なわれている。
新年になり、初めて行う茶の湯を初釜と呼び、「初茶の湯」、「釜始め」、「点初（たてぞめ）」、「初点前（はつてまえ）」ともいう。
茶釜はほとんど炉の上に直接据えて用いるが、天井から下げた鎖（釜鎖）にかけて用いる小ぶりの茶釜も存在する。これを釣り茶釜（つりちゃがま）といい、春先（三月から四月頃）に用いる。
茶釜は他の多くの茶道具とともに鑑賞の対象となる。多く炭手前のとき、炉から上げた状態を正面から客が鑑賞する。客が釜に手を触れることはしない。
茶釜を作る職人を釜師という。

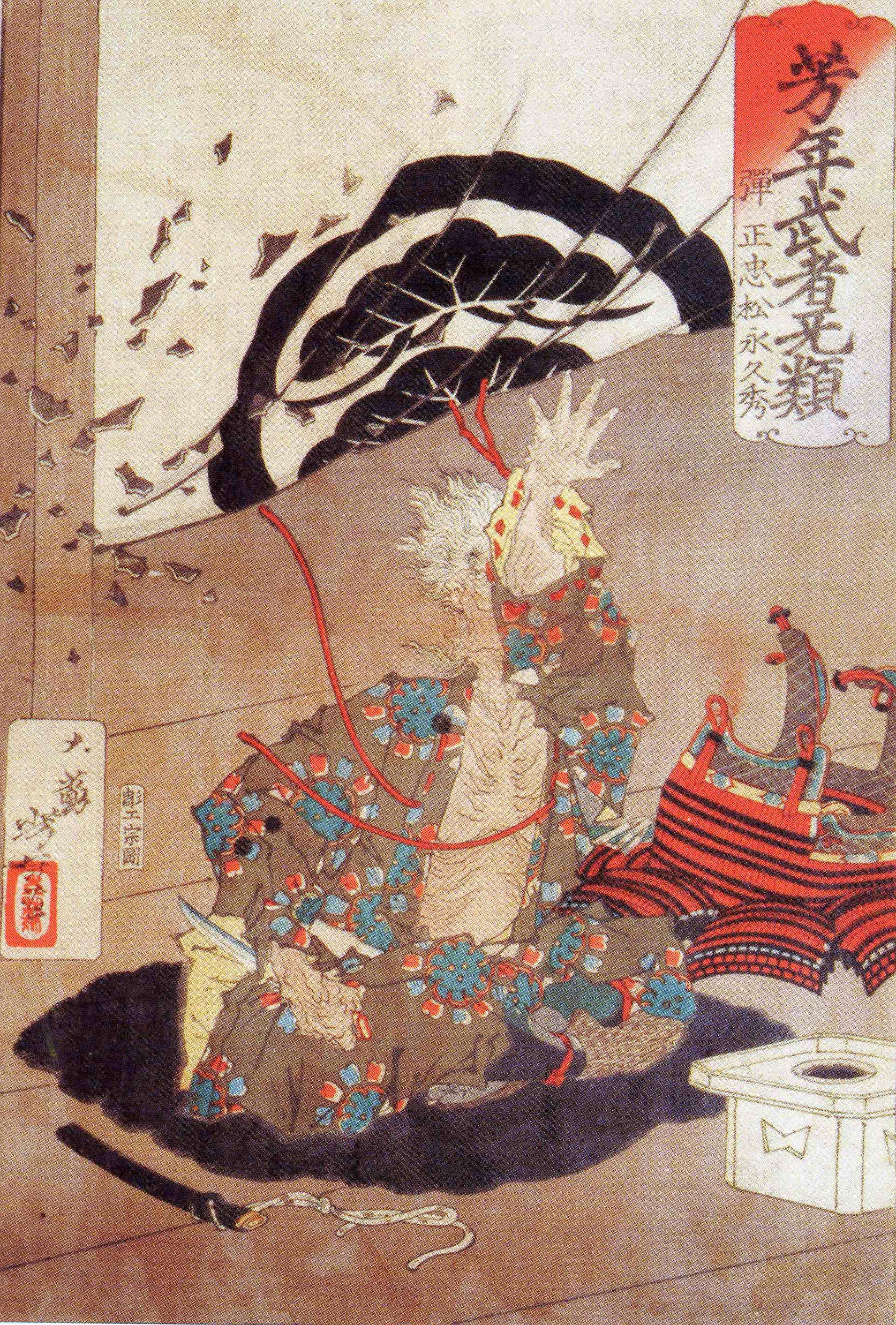
織田信長が長年ほしがっていた茶釜「古天明平蜘蛛」を自害の前に壊した松永久秀。月岡芳年画

「釜を掛ける」といえば茶会を催すことを意味するように、釜は茶道具の中でも特別な存在である。利休百首にも「釜ひとつあれば茶の湯はなるものをよろづの道具をもつは愚かな」と歌われている。

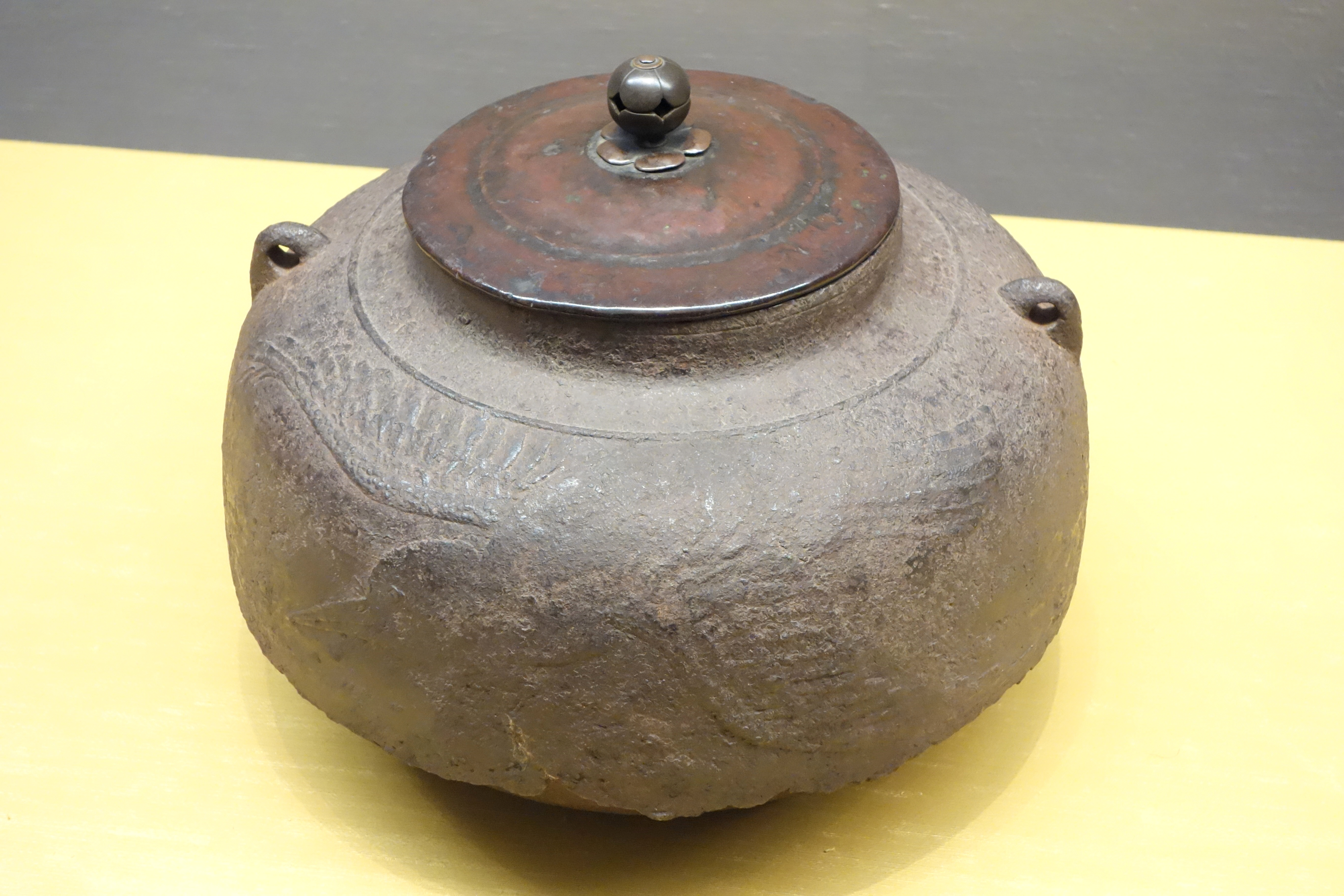
芦屋烏図真形釜（しんなりがま）（濡烏） 東京国立博物館蔵 室町時代（15 - 16世紀）
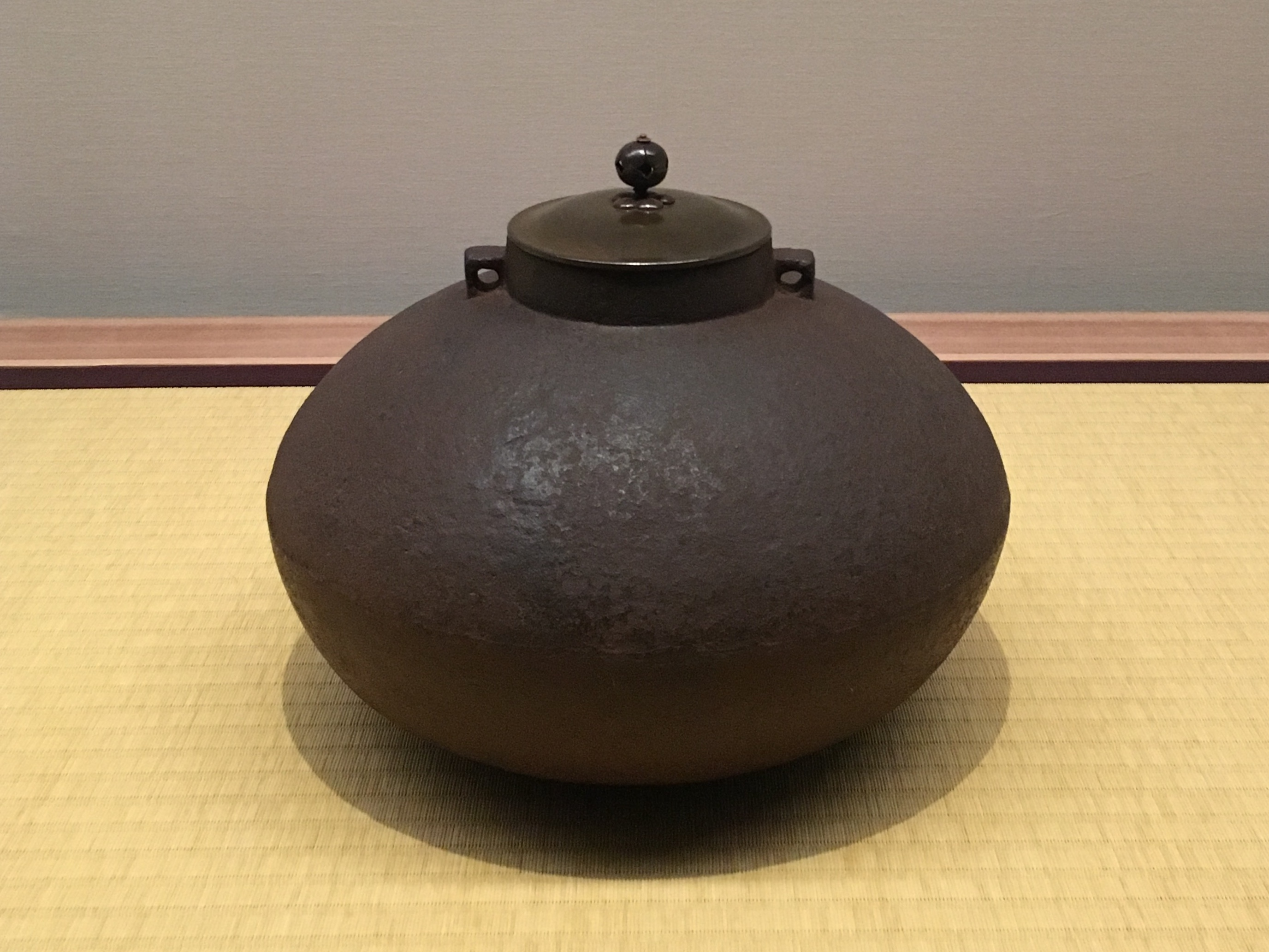
天明責紐釜 MOA美術館蔵 安土桃山時代（16世紀）
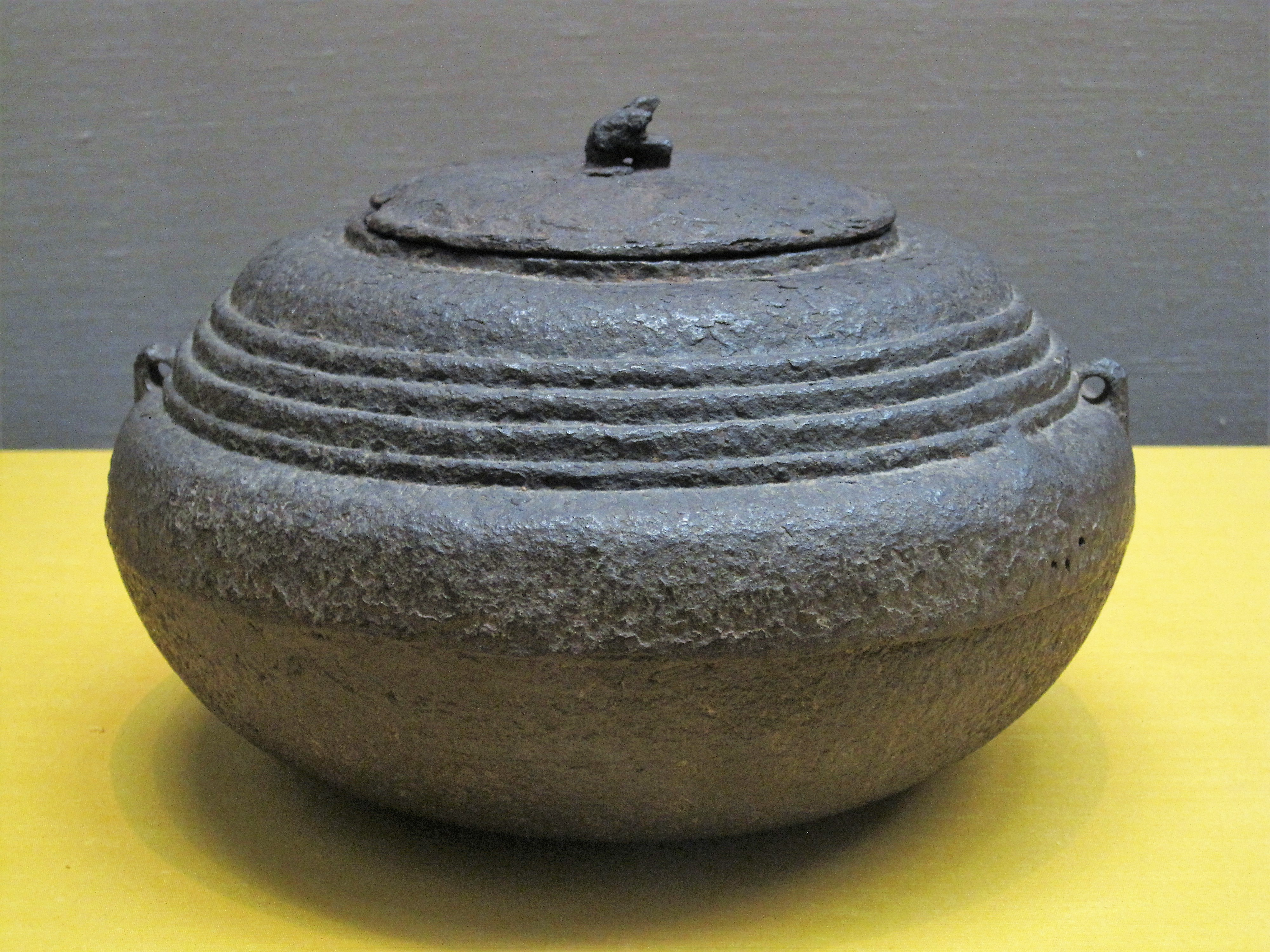
天明筋釜 東京国立博物館蔵 室町時代（16世紀）